# Cheboygan
Cheboygan é uma cidade localizada no estado americano de Michigan, no Condado de Cheboygan.

## Demografia
Segundo o censo americano de 2000, a sua população era de 5295 habitantes.
Em 2006, foi estimada uma população de 5135, um decréscimo de 160 (-3.0%).

## Geografia
De acordo com o United States Census Bureau tem uma área de 18,1 km², dos quais 17,6 km² cobertos por terra e 0,5 km² cobertos por água.

## Localidades na vizinhança
O diagrama seguinte representa as localidades num raio de 32 km ao redor de Cheboygan.